# Gonzaga (político)
Luiz Gonzaga Vieira de Camargo (Tatuí (SP), 30 de setembro de 1946) é um contabilista, advogado, empresário e político brasileiro, filiado ao Partido da Social Democracia Brasileira (PSDB).
Foi o 35º prefeito de Tatuí por dois mandatos consecutivos, 2005-2008 e 2009-2012, foi eleito também duas vezes deputado estadual, nos mandatos 1999-2002 e 2003-2004.

## Origem
Nascido em Tatuí, SP, começou a carreira como contabilista, é formado em Direito, atuando como advogado e também como empresário.
Mas foi na política, aonde teve grande reconhecimento.

## Vida Política
Sua primeira eleição, foi em 1992, concorrendo para prefeito para o mandato 1993-1996.
Enfrentou no pleito Véio Quevedo e J.R. do Amaral Lincoln. Conseguiu o segundo lugar, perdendo para Véio Quevedo, eleito naquele ano.

## Deputado Estadual
Em 1998, Gonzaga volta a se candidatar, agora pelo PDT para deputado estadual.
Conquista a cadeira como o 84º deputado mais votado, para o mandato 1999-2002.
Assim em 2002 concorre a reeleição para deputado estadual, agora pelo PSDB, e conquista o pleito como o 35º deputado estadual mais votado.
Na Assembleia Legislativa, ocupou a presidência da Comissão de Finanças e Orçamento.

## Prefeito de Tatuí
Em 2004, Gonzaga pede afastamento da Assembleia, para concorrer ao cargo de prefeito de Tatuí para o mandato 2005-2008. Com mais de 50% dos votos, conquista a prefeitura de Tatuí.
Em 2008, se candidata para prefeito novamente, e agora com 67,59% dos votos, se reelege frente aos 30,18% dos votos de Véio Quevedo, segundo colocado do pleito. Assim conquista o mandato 2009-2012.
Durante os biênios 2007-2008 e 2009-2010, Gonzaga, conquista o prêmio Prefeito Empreendedor, prêmio este, oferecido pelo SEBRAE, para prefeitos que se destacam na criação de novos empregos e novas oportunidades para a população.

## Eleições 2012
Como teve dois mandatos consecutivos, Gonzaga não pode concorrer nas eleições 2012, mas foi peça importante do PSDB, para tentar eleger o candidato Luiz Paulo.
Mas mesmo com total apoio de Gonzaga, Luiz Paulo fica em segundo, na acirrada apuração, com 45,41% dos votos contra 47,18% do prefeito eleito Manu.

## Eleições 2016
Tentou se eleger a prefeito novamente, mas foi denunciado e condenado em Segunda Instância (TJ-SP), por esse motivo foi impugnado a sua candidatura por improbidade administrativa.